# Regio-Tour 1999
Il Regio-Tour 1999, quindicesima edizione della corsa, si svolse dal 4 all'8 agosto 1999 su un percorso di 777 km ripartiti in 5 tappe (la terza suddivisa in due semitappe), con partenza da Rust e arrivo a Vogtsburg im Kaiserstuhl. Fu vinto dal tedesco Grischa Niermann della Rabobank davanti al suo connazionale Michael Rich e all'italiano Nicola Loda.

## Tappe
| Tappa  | Data     | Percorso                                                         | km  | Vincitore di tappa | Leader cl. generale |
| ------ | -------- | ---------------------------------------------------------------- | --- | ------------------ | ------------------- |
| 1ª     | 4 agosto | Rust > Guebwiller                                                | 162 | Danilo Hondo       | Danilo Hondo        |
| 2ª     | 5 agosto | Weil am Rhein > Müllheim                                         | 163 | Grischa Niermann   | Grischa Niermann    |
| 3ª-1ª  | 6 agosto | Lahr > Bahlingen am Kaiserstuhl                                  | 101 | Mauro Zinetti      | Grischa Niermann    |
| 3ª-2ª  | 6 agosto | Riegeler Brauerei > Bahlingen am Kaiserstuhl (cron. individuale) | 18  | Michael Rich       | Grischa Niermann    |
| 4ª     | 7 agosto | Badenweiler > Wehr                                               | 165 | Giovanni Lombardi  | Grischa Niermann    |
| 5ª     | 8 agosto | Emmendingen > Vogtsburg im Kaiserstuhl                           | 168 | Bert Grabsch       | Grischa Niermann    |
| Totale | Totale   | Totale                                                           | 777 |                    |                     |

## Dettagli delle tappe

### 1ª tappa
- 4 agosto: Rust > Guebwiller – 162 km

| Pos. | Corridore        | Squadra     | Tempo    |
| ---- | ---------------- | ----------- | -------- |
| 1    | Danilo Hondo     | Telekom     | 4h13'15" |
| 2    | Mario Traversoni | Saeco       | s.t.     |
| 3    | Daniele Galli    | Amica Chips | s.t.     |

| Pos. | Corridore    | Squadra | Tempo    |
| ---- | ------------ | ------- | -------- |
| 1    | Danilo Hondo | Telekom | 4h13'05" |

### 2ª tappa
- 5 agosto: Weil am Rhein > Müllheim – 163 km

| Pos. | Corridore        | Squadra  | Tempo    |
| ---- | ---------------- | -------- | -------- |
| 1    | Grischa Niermann | Rabobank | 4h19'08" |
| 2    | Vitali Kokorine  | Saeco    | a 12"    |
| 3    | Markus Zberg     | Rabobank | s.t.     |

| Pos. | Corridore        | Squadra  | Tempo     |
| ---- | ---------------- | -------- | --------- |
| 1    | Grischa Niermann | Rabobank | 12h45'22" |

### 3ª tappa - 1ª semitappa
- 6 agosto: Lahr > Bahlingen am Kaiserstuhl – 101 km

| Pos. | Corridore         | Squadra      | Tempo    |
| ---- | ----------------- | ------------ | -------- |
| 1    | Mauro Zinetti     | Polti        | 2h15'05" |
| 2    | Andreas Kappes    | Agro         | s.t.     |
| 3    | Thomas Mühlbacher | Gerolsteiner | s.t.     |

| Pos. | Corridore        | Squadra  | Tempo     |
| ---- | ---------------- | -------- | --------- |
| 1    | Grischa Niermann | Rabobank | 10h48'11" |

### 3ª tappa - 2ª semitappa
- 6 agosto: Riegeler Brauerei > Bahlingen am Kaiserstuhl (cron. individuale) – 18 km

| Pos. | Corridore      | Squadra      | Tempo  |
| ---- | -------------- | ------------ | ------ |
| 1    | Michael Rich   | Gerolsteiner | 18'28" |
| 2    | Andreas Klöden | Telekom      | a 4"   |
| 3    | Nicola Loda    | Ballan       | a 11"  |

| Pos. | Corridore        | Squadra  | Tempo |
| ---- | ---------------- | -------- | ----- |
| 1    | Grischa Niermann | Rabobank |       |

### 4ª tappa
- 7 agosto: Badenweiler > Wehr – 165 km

| Pos. | Corridore         | Squadra  | Tempo    |
| ---- | ----------------- | -------- | -------- |
| 1    | Giovanni Lombardi | Telekom  | 4h04'50" |
| 2    | Mauro Zinetti     | Polti    | a 52"    |
| 3    | Christoph Göhring | Ericsson | a 54"    |

| Pos. | Corridore        | Squadra  | Tempo     |
| ---- | ---------------- | -------- | --------- |
| 1    | Grischa Niermann | Rabobank | 15h14'46" |

### 5ª tappa
- 8 agosto: Emmendingen > Vogtsburg im Kaiserstuhl – 168 km

| Pos. | Corridore       | Squadra | Tempo    |
| ---- | --------------- | ------- | -------- |
| 1    | Bert Grabsch    | Cologne | 4h06'12" |
| 2    | Danilo Hondo    | Telekom | a 33"    |
| 3    | Mirko Celestino | Polti   | s.t.     |

| Pos. | Corridore        | Squadra      | Tempo     |
| ---- | ---------------- | ------------ | --------- |
| 1    | Grischa Niermann | Rabobank     | 19h22'59" |
| 2    | Michael Rich     | Gerolsteiner | a 4"      |
| 3    | Nicola Loda      | Ballan       | a 15"     |

## Classifiche finali

### Classifica generale
| Pos. | Corridore        | Squadra               | Tempo     |
| ---- | ---------------- | --------------------- | --------- |
| 1    | Grischa Niermann | Rabobank              | 19h22'59" |
| 2    | Michael Rich     | Gerolsteiner          | a 4"      |
| 3    | Nicola Loda      | Ballan-Alessio        | a 15"     |
| 4    | Dario Frigo      | Saeco                 | a 22"     |
| 5    | Andreas Klöden   | Team Deutsche Telekom | a 29"     |
| 6    | Markus Zberg     | Rabobank              | a 36"     |
| 7    | Davide Rebellin  | Team Polti            | a 46"     |
| 8    | Sven Montgomery  | Post Swiss Team       | a 57"     |
| 9    | Eddy Mazzoleni   | Saeco                 | a 59"     |
| 10   | Sascha Henrix    | Gerolsteiner          | a 1'05"   |